# ChiWriter
ChiWriter es un editor de textos científico comercial para MS-DOS, creado por Cay Horstmann en 1986. Fue uno de los primeros editores WYSIWYG que podía escribir fórmulas matemáticas, incluso en computadoras IBM PC XT, que en ese entonces eran comunes.
El editor estaba más orientado a la velocidad y al aspecto interactivo de la edición antes que a la apariencia visual del resultado, por lo tanto, tiene su propia interfaz gráfica de usuario con tipografía de bitmaps de ancho fijo. Aunque popular (más fácil de usar que TeX para muchos científicos), desafortunadamente llevó a su desaparición a medida que comenzaron a aparecer más editores de texto con tipografía vectorizada para MS Windows, y en 1996 fue descontinuado.
La idea básica de ChiWriter es que puede agregar líneas por encima o por debajo de la línea de texto actual (a la mitad de la altura de la línea base) y escribir texto allí también. Las líneas adicionales se tratan como parte de la línea de texto original. Esto se puede usar para crear subíndices y superíndices, y también fórmulas más complejas, como fracciones. Combinado con la posibilidad de usar varias tipografías (hasta 20) a la vez, incluidos el alfabeto griego, alfabeto cirílico y símbolos matemáticos y de otro tipo, en ChiWriter es bastante fácil escribir textos matemáticos. Cada tipografía tiene las mismas dimensiones fijas, pero puede usar diferentes conjuntos para diferentes dispositivos de salida (por ejemplo, puede usar tipos de letra de baja resolución para la pantalla y tipos de alta resolución para la impresora). También puede crear manualmente los objetos más grandes (como sumas e integrales) usando varios símbolos para cada parte del objeto.
El editor era bastante personalizable. También había un editor de tipos de letra, que permitía modificar e introducir tipos de letra diseñadas por el usuario (incluidas las proporcionales) y símbolos.
Recientemente, las personas experimentan algunas dificultades con la exhibición de documentos ChiWriter. Una solución simple tiene en cuenta el hecho de que, en el modo de impresión de calidad, ChiWriter genera códigos de impresión de imágenes de bits que pueden redirigirse a un archivo (extensión predeterminada .bin). En el apogeo del editor, los códigos Epson ESC/P fueron los más utilizados. La utilidad chipbm convierte el subconjunto ChiWriter de códigos de impresión de imágenes de bits en un archivo Netpbm (.pbm) que es soportado por muchas utilidades gráficas. Por ejemplo, la aplicación GIMP permite guardar una página en Portable Document Format (.pdf).
Todavía es posible ejecutar la aplicación en computadoras modernas, utilizando el software de virtualización de DOS, como VirtualBox o DosBox. Esto permite convertir los documentos al formato PostScript (.ps), utilizando el controlador de impresora PostScript proporcionado. El formato PostScript se puede convertir directamente al formato PDF.